# Цетиризин
Цетиризин (Цетиризину гідрохлорид, Парлазин, Зіртек, Цетрин) — синтетичний препарат, що є похідним піперазину та належить до антигістамінних препаратів II покоління, для перорального застосування. Цетиризин створений у 1987 році та тривалий час розповсюджувався виключно під торговою маркою «Зіртек».

## Фармакологічні властивості
Цетиризин — синтетичний препарат, що є похідним піперидину та належить до групи антигістамінних препаратів II покоління. За хімічною будовою він є метаболітом гідроксизину — представника І покоління антигістамінних препаратів, які є похідними піперидину. Механізм дії препарату полягає у селективному блокуванні Н1-рецепторів гістаміну, попередженні спазмів гладких м'язів, що викликаються гістаміном, у тому числі бронхообструкцію у хворих обструктивними захворюваннями легень, розширення капілярів та підвищення їх проникності, розвиток ангіоневротичного набряку, еритеми та свербежу шкіри й слизових оболонок. Цетиризин зменшує рівень у крові лейкотрієнів та не інгібує активацію опасистих клітин, інгібує активацію еозинофілів та епітеліальних клітин дихальних шляхів, та сповільнює агрегацію тромбоцитів. При алергічному риніті препарат зменшує частоту чхання, сльозотечу, виділення із носових ходів та свербіж слизових носа. Цетиризин є високоспецифічним блокатором Н1-рецепторів гістаміну, та навіть у високих концентраціях не блокує серотонінові, дофамінові, М-холінорецептори та альфа-адренорецептори. При застосуванні цетиризину при бронхіальній астмі спостерігається індукція бронходілятації протягом 2 годин після приймання препарату та підсилення ефективності β2—агоністів та кортикостероїдів для інгаляційного застосування. На відміну від антигістамінних препаратів І покоління, цетиризин погано проходить через гематоенцефалічний бар'єр та має незначний седативний ефект. Цетиризин, на відміну від найперших антигістамінів II покоління, не має токсичного впливу на міокард, і при його застосуванні не спостерігається подовження інтервалу QT на ЕКГ та інших порушень серцевої діяльності.

### Фармакокінетика
Цетиризин швидко всмоктується в шлунково-кишковому тракті, біодоступність препарату складає близько 70%. Максимальна концентрація в крові препарату досягається протягом 1 години, одночасний прийом їжі не знижує ступінь всмоктування препарату. Цетиризин добре зв'язується з білками плазми крові. Найвищі концентрації цетиризину спостерігаються у шкірі, які дорівнюють або можуть перевищувати концентрацію препарату в крові. Цетиризин погано проникає через гематоенцефалічний бар'єр. Препарат проникає через плацентарний бар'єр та виділяється в грудне молоко. Цетиризин метаболізується у печінці у мінімальній кількості. Виводиться цетиризин з організму переважно із сечею у незміненому вигляді, частково із калом. Період напіввиведення препарату становить у середньому 10 годин (від 7 до 11 годин) у дорослих та 7 годин у дітей старших 4 років, у дітей 2—4 роки становить 4,9 години, у новонароджених 2,4 години. У осіб похилого віку період напіввиведення становить у середньому 11,8 години, що пов'язано зі зниженням кліренсу цетиризину у зв'язку зі зниженням функції нирок. При порушенні функції нирок період напіввиведення цетиризину становить 20 годин, а при порушенні функції печінки — від 13,8 до 14,3 години.

## Показання до застосування
Цетиризин застосовується при сезонному та цілорічному алергічному риніті, полінозі, алергічному кон'юнктивіті, кропив'янці, набряку Квінке, свербежеві шкіри, а також у комплексній терапії атопічного дерматиту, хронічної екземи та бронхіальної астми. Цетиризин може застосовуватися для профілактики формування хронічних алергічних захворювань.

## Побічна дія
При застосуванні цетиризину можуть спостерігатися наступні побічні ефекти:
- Алергічні реакції — нечасто (0,1—1%) висипання на шкірі, свербіж шкіри; рідко (0,01—0,1%) кропив'янка; дуже рідко (менше ніж 0,01%) ангіоневротичний набряк, анафілактичний шок, еритема шкіри.
- З боку травної системи — часто (1—10%) сухість у роті (5% випадків застосування), нудота, біль у животі, у дітей — діарея; рідко (0,01—0,1%) гастрит, порушення функції печінки.
- З боку нервової системи — часто (1—10%) сонливість (до 14%), підвищена втомлюваність (до 6%), головний біль, запаморочення; нечасто (0,1—1%) тривожність, збудження, парестезії; рідко (0,01—0,1%) агресивність, депресія, галюцинації, сплутаність свідомості, судоми; дуже рідко (менше ніж 0,01%) тремор, нервовий тик, непритомність, дисгевзія, нечіткість зору, порушення акомодації.
- З боку дихальної системи — часто (більше ніж 1%) фарингіт у дорослих, риніт у дітей.
- Інші побічні ефекти — рідко (0,01—0,1%) тахікардія, збільшення маси тіла; дуже рідко (менше ніж 0,01%) затримка сечі або енурез.
- Зміни в лабораторних аналізах — дуже рідко (менше ніж 0,01%) тромбоцитопенія, підвищення рівня активності амінотрансфераз та лужної фосфатази в крові, підвищення рівня білірубіну в крові.

## Протипокази
Цетиризин протипоказаний при підвищеній чутливості до препарату та при важкій нирковій недостатності. Цетиризин не застосовується у дітей у віці менше ніж 6 місяців. З обережністю застосовується препарат при вагітності та у період годування грудьми.

## Форми випуску
Цетиризин випускається у вигляді таблеток по 0,01 г та 1% розчину для перорального застосування у флаконах по 10 та 20 мл.